# PMetro
pMetro — программа-справочник под Windows, отображающая схему метро различных городов мира и рассчитывающая маршруты между станциями. Исходный код закрыт, бесплатна для некоммерческого использования. Существует также одноименная программа под Android с открытым исходным кодом. 

## Отличительные особенности
- Транспортные схемы более 200 городов мира в специальном открытом формате (zip-архив текстовых и графических файлов).
- Некоторые схемы также содержат схемы движения электропоездов, трамваев и пр, векторные схемы станций, схемы развития метро и т. д.
- 3d-макеты большинства станций метро Москвы, Санкт-Петербурга, Екатеринбурга, Новосибирска и Самары, с анимированными поездами, часами и пр.
- Расчёт кратчайших маршрутов между станциями. Имеется возможность задать несколько начальных и конечных станций, указать обязательные и нежелательные в пути станции.
- Реальное время движения задано в схемах более 40 городов, в остальных время движения по каждому перегону считается равным 2 минутам.
- Схемы проезда к аэропортам, вокзалам и пр., справочник по различным объектам рядом со станциями — театрам, музеям, кинотеатрам и пр.
- Справочник наземного транспорта: детальное описание маршрутов, поиск пути между заданными пунктами, в том числе с пересадками.
- Программа может указывать, в каком вагоне надо ехать, чтобы быстрее попасть на переход или нужный выход.
- Данные дополняются автором по замечаниям пользователей. Пользователи имеют возможность сами создавать свои схемы.
- Многоязыковая поддержка и транслитерация.

## История
История программы началась в декабре 2003 года. Прототипом послужила программа MMetro Константина Штенникова. pMetro отличалась открытым форматом данных и наличием масштабирования схем. Программа периодически обновляется и дополняется.